# ジャパンSDGsアクション推進協議会
ジャパンSDGsアクション推進協議会（ジャパンエスディージーズアクションすいしんきょうぎかい）は2020年7月9日に発足した、SDGs（持続可能な開発目標）のより一層の認知拡大・行動の促進を目的とする組織。
外務省、環境省、経産省、神奈川県など官公庁のほか経団連、慶應義塾大学SFC研究所 X.SDG Lab.など官民一体の15団体からなる。会長を務めるのは、慶應義塾大学大学院 政策・メディア研究科教授の蟹江憲史。
主な活動は以下の通り。

## SDGs peopleの選出
SDGsアクションに取り組む人を「SDGs people」とし、女優で創作あーちすとの のんが第一号となった。SNSなどを通じてSDGs活動の発信に取り組んでいる。
SDGs people 第1号 のん（女優・創作あーちすと）
SDGsをテーマにしたテレビアニメ（NHKEテレ）やYouTube動画で声の出演やナレーションを担当した。また朝日新聞社主催の朝日地球会議2020、 2021につづけて参加し、朝日新聞社のweb系メディアであるwithnews編集長奥山 晶二郎氏や国連広報センター所長根本かおる氏との対談、絵本の朗読を行った。あわせてのんが担当しているwithnews連載「SDGs最初の一歩」にて東北の復興支援や衣類のアップサイクル（付加価値をつける点でリサイクルとは異なる）など、自身の取り組みを紹介しているほか、最終回ではSDGsについて理解を深めるオリジナルキャラクターを制作し漫画を公開した。NHK『クローズアップ現代＋』で取り組みが紹介されたほか、インタビュー記事『のんさん流SDGs「身近なところから始めよう」』が公式サイト企画「みんなでプラス - みんなの声で”社会を”プラスに変える」に掲載された。またのんをSDGs People 第1号に選出したジャパンSDGsアクション推進協議会主催のジャパンSDGsアクションフェスティバルに登壇し、『 一人一人の力を生かす「新しい復興支援」』をテーマに「災害支援手帖」を作成した荻上チキとトークセッションを行った（2021年3月26日）。
さかなクン（魚類学者）
外務省から、昨年に続き「海とさかなの親善大使」としての業務を委嘱された。SDGsゴール14の推進を始めとする、持続可能で豊かな海の実現に向けた取組を担っている。子供向けの講演会などを多数行っている。
たかまつなな（笑下村塾取締役）
授業で使用しているゲームをしながら、楽しくSDGsが学べるカードゲームの単独販売や笑下村塾が開発した教材を使用して、SDGsの授業ができるファシリテーターの育成を行う。
ほかのSDGs people
サッカー選手長谷部誠、推進協議会会長の蟹江憲史らと企業1社がSDGs peopleとなっている。

## ジャパンSDGsアクションフェスティバル
2021年3月26日から27日の2日間開催。東北復興支援やローカルSDGs、気候変動への挑戦とコロナ禍からのグリーンリカバリーなど昨今の社会情勢を反映したセッションも行われた。また、ビジネスSDGsアクションのメディアパートナーである朝日新聞社系のwithnewsやNHKエンタープライズなどのメディアも参加した。

### ビジネスSDGsアクション
各界からプレミアムパートナー、オフィシャルパートナーとなり、メディアパートナーも参加している。連携パートナーは現在交通機関が多い。

### 連携イベント
ジャパンSDGsアクションフェスティバルで紹介されたイベントには、SDGs169ターゲットアイコン日本版の発表会、SDGsアート展「Co-Exist・Co-Create」などが、17の目標の多くに触れている。